# Distrito de Galanta
El distrito de Galanta (en eslovaco Okres Galanta) es una unidad administrativa (okres) de Eslovaquia Occidental, situado en la región de Trnava, con 94.533 habitantes (en 2001) y una superficie de 641 km². Su capital es la ciudad de Galanta.

## Demografía
| Año        | 1994   | 2004    | 2014    | 2024    |
| ---------- | ------ | ------- | ------- | ------- |
| Población  | 93 667 | 94 936  | 93 682  | 95 210  |
| Diferencia |        | +1,35 % | −1,32 % | +1,63 % |

| Año        | 2023   | 2024    |
| ---------- | ------ | ------- |
| Población  | 95 457 | 95 210  |
| Diferencia |        | −0,25 % |

## Ciudades (población año 2017)
- Galanta (capital) 15 029
- Sereď 15 726
- Sládkovičovo 5 281

## Municipios
- Abrahám 1032
- Čierna Voda 1375
- Čierny Brod 1624
- Dolná Streda 1539
- Dolné Saliby 1988
- Dolný Chotár 404
- Gáň 815
- Horné Saliby 3283
- Hoste 460
- Jánovce 486
- Jelka 3957
- Kajal 1519
- Košúty 1683
- Kráľov Brod 1097
- Malá Mača 599
- Matúškovo 2202
- Mostová 1591
- Pata 3131
- Pusté Sady 589
- Pusté Úľany 1791
- Šalgočka 460
- Šintava 1731
- Šoporňa 4228
- Tomášikovo 1686
- Topoľnica 821
- Trstice 3741
- Váhovce 2098
- Veľká Mača 2523
- Veľké Úľany 4523
- Veľký Grob 1335
- Vinohrady nad Váhom 1590
- Vozokany 1145
- Zemianske Sady 870